# Karyna Demidik
Karyna Demidik (née Taranda le 10 février 1999) est une athlète biélorusse, spécialiste du saut en hauteur.

## Carrière
Elle se classe 6e des championnats du monde 2019 avec 1,96 m.

## Palmarès
| Date | Compétition                    | Lieu             | Résultat | Marque |
| ---- | ------------------------------ | ---------------- | -------- | ------ |
| 2017 | Championnats d'Europe juniors  | Grosseto         | 2e       | 1,87 m |
| 2018 | Championnats du monde juniors  | Tampere          | 1re      | 1,92 m |
| 2018 | Championnats d'Europe          | Berlin           | 12e      | 1,87 m |
| 2019 | Championnats d'Europe en salle | Glasgow          | 12e      | 1,87 m |
| 2019 | Championnats d'Europe espoirs  | Gävle            | 4e       | 1,92 m |
| 2019 | Ligue de diamant               | Ligue de diamant | 11e      | 1,85 m |
| 2019 | Championnats du monde          | Doha             | 6e       | 1,96 m |

## Records
| Épreuve         | Épreuve   | Marque      | Lieu     | Date           |
| --------------- | --------- | ----------- | -------- | -------------- |
| Saut en hauteur | Plein air | 2,00 m (NR) | Lausanne | 5 juillet 2019 |
| Saut en hauteur | En salle  | 1,94 m      | Brno     | 6 février 2019 |